# Gozdarstvo v Sloveniji
Gozdarstvo v Sloveniji predstavlja manj kot odstotek državnega bruto domačega proizvoda in zaposluje dokaj malo ljudi. Gozdovi imajo za državo okoljski, socialni in gospodarski pomen, pomembni pa so tudi iz vidika turizma. Nacionalno strategijo gospodarjenja z gozdovi določa resplucija o nacionalnem gozdnem programu. Javno gozdarsko službo izvajata Zavod za gozdove Slovenije in Gozdarski inštitut Slovenije. Leta 2010 je bilo skupno število zaposlenih v gozdarstvu, lesnopredelovalni industriji in papirni industriji 21.000. Leta 2016 je gozdarska dejavnost predstavljala 0,7 % BDP oz. 279 milijonov €.
Lastnik gozda je zakonsko dolžan zagotavljati ekološko, socialno in proizvodno funkcijo gozda, prav tako pa mora dopustiti prost dostop in lov ter rekreatirno nabiranje nelesnih dobrin.

## Pregled
Slovenija je ena najbolj gozdnatih držav v Evropi; gozd pokriva 58,2 % površja države. Lesna zaloga gozdov znaša 338 milijonov m3, od tega 46,5 % iglavcev in 53,5 % listavcev. Letni prirast lesa znaša okoli 8,5 milijona m3.

### Zaposleni v gozdarstvu
Povprečna bruto plača v gozarstvu po navedbah iz leta 2012 je znašala 1.123 €. Leta 2010 je bilo skupno število zaposlenih v gozdarstvu, lesnopredelovalni industriji in papirni industriji 21.000 (leta 2000 pa 28.300). Vključevanje ljudi v gozdarsko dejavnost se je povečala med evropsko gospodarsko krizo, najpogosteje pa je šlo za posameznike brez predhodnih izkušenj in usposobljenosti.
Leta 2011 se je pri delu v gozdu smrtno ponesrečilo 18 zasebnih lastnikov gozdov in trije profesionalni delavci, opažen je bil trend povečevanja smrtnih poškodb.

### Pogozdovanje
Zaradi pogozdovanja z iglavci, ki imajo večji letni prirastek lesa kot listavci, se je veliko gozdov spremenilo iz listnatih v iglaste. Največ se poseka iglavcev, čeprav jih je še vedno manj kot listavcev. Delež ogozdenelih površin se povečuje zaradi opuščanja kmetijskih zemljišč. Območja z največjimi gozdnimi površinami so neposeljena ali pa so zelo redko poseljena. Gozdarstvo je tam glavna, ali pa celo edina gospodarska dejavnost.

## Lastništvo
Gozdovi so v Sloveniji večinoma v zasebni lasti; v zasebni lasti je 79 % gozdov, preostalih 21 % gozdov pa je v lasti države in občin. Največji zasebni lastnik gozdov v Sloveniji je Rimokatoliška cerkev. 

### Gozdovi v zasebni lasti
Gozdovi v zasebni lasti so pogosto majhni (velikost povprečne posesti je 2,6ha, 89 % posesti je pa manjših od 5ha), prostorsko razdrobljeni na več parcel (povprečno 2-3 ločene parcele) in pogosto v solastništvu (tretina gozdov je v lasti dveh ali več lastnikov). 11 % zasebnih lastnikov s parcelami, večjimi od 5ha, ima v lasti več kot polovico gozdov. Majhnost posesti preprečuje agregacijo lastništva v rokah velikih korporacij.
Več kot polovica lastnikov zasebnih gozdov je starejša od 50 let; povprečna starost lastnikov je 58 let. Lastniki običajno gozdove skupaj z ostalo posestjo obdržijo do smrti. Nemalo lastnikov je tudi živečih v tujini (5 %), neznanih (4 %) ali mrtvih (2 %). Pogosti so spori med zasebnimi lastniki (tako med solastniki posesti, kot med lastniki sosednjih posesti (še posebej glede poteka meje med posestmi)).
Po osamosvojitvi se je delež gozdov v zasebni lasti tekom denacionalizacije povečal. Povečal se je tudi delež lastnikov ženskega spola, ki je dosegel 42 % (enega najvišjih v Evropi).

#### Gozdovi v cerkveni lasti
Največji zasebni lastnik gozdov v Sloveniji je Rimokatoliška cerkev. Cerkveni gozdovi so razdeljeni na samostanske, župnijske in nadškofijske.

## Izzivi
Slovenija ima pomankljive kapacitete za predelavo posekanega lesa; veliko lesa je tako nepredelano prodano v tujino.

### Premalo intenzivno gospodarjenje z zasebnimi gozdovi
Zavod za gozdove Slovenije ugotavlja, da se že dalj časa v Sloveniji premalo intenzivno gospodari z zasebnimi gozdovi. Veliko lesa, ki bi lahko bilo posekano in uporabljeno, ni izkoriščenega in ostaja v gozdu. To je sicer ugodno za biotsko pestrost, neugodno pa v ekonomskem smislu. Po žledolomu leta 2014 je tako npr. propadlo na tisoče m3 padlega drevja, ki bi lahko bilo pospravljeno in uporabljeno.
Premalo intenzivno gospodarjenje je zlasti posledica majhnosti in (prostorske ter lastniške) razdrobljenosti gozdov v zasebni lasti. Lastniki z majhnimi posestmi pogosto nimajo finančnega interesa, niti zmogljivosti za delo v svojem gozdu, lastništvu pa se ne odrečejo zlasti zaradi sentimentalne vrednosti. Lastniki majhnih zasebnih gozdov se prav tako selijo v urbana naselja. Delež kmetov kot lastnikov gozdov se zmanjšuje. V preteklosti so bili lastniki zasebnih gozdnih posesti predvsem lokalni kmetje. Zanimivo je, da se povečuje delež lastnikov ženskega spola, ki se redkeje ukvarjajo z gozdarsko dejavnostjo (v preteklosti se je lastništvo prenašalo na moške potomce). Ženski lastniki so običajno bolj vzorni gospodarji, saj se pogosteje zanašajo na strokovnjake in usposobljene delavce.
Zaradi prevelikega izkoriščanja gozda v daljni preteklosti se je v Sloveniji že zelo zgodaj pokazala potreba po načrtnem gospodarjenju z gozdovi. Najstarejši gozdnogospodarski načrti, temelječi na načelu trajnosti donosov iz gozdov, so bili izdelani že pred 250 leti (primer idrijskih gozdov). Pred 135 leti so bili izdelani prvi načrti, temelječi na zagotavljanju malopovršinske trajnosti na podlagi t.i. prebiralnega gospodarjenja (primer jelovo-bukovih gozdov na Visokem Krasu). Pred 115 leti je bila uvedena t.i. kontrolna metoda za načrtovanje in gospodarjenje z gozdovi . Pred 70 leti, torej v začetku socialističnega sistema, je z zakonom o gozdovih uvedeno gozdnogospodarsko načrtovanje v vseh gozdovih v Sloveniji. Po uvedbi načrtnega gospodarjenja se je lesna zaloga gozdov v Sloveniji zelo povečala, v zadnjih 70 letih celo več̣ kot podvojila. 